# ينس أكرمان
ينس أكرمان (بالألمانية: Jens Ackermann)‏ هو سياسي ألماني، ولد في 2 يوليو 1975 في ماغديبورغ في ألمانيا. حزبياً، نشط في الحزب الديمقراطي الحر. وقد انتخب عضو في البوندستاغ الألماني خلال فترته النيابية ‏ (18 أكتوبر 2005 – 27 أكتوبر 2009).